# 卢卡·佩尔科维奇
卢卡·佩尔科维奇（1998年9月30日—，游戏ID：Perkz），克罗地亚《英雄联盟》电子竞技运动员，现为Team Vitality的中路选手，英雄联盟2019赛季全球总决赛亚军成员，同時隨著G2 Esports獲得2019年英雄聯盟季中邀請賽和八屆LEC冠軍，轉戰北美NA LCS期間亦為Cloud9取得一座冠軍。他被認為是西方史上最好的《英雄联盟》選手之一。